# DMZ (comics)
Pour les articles homonymes, voir DMZ.
DMZ est une série de comics publiée par DC Comics sous le label Vertigo.
Cette bande dessinée d’anticipation est écrite par Brian Wood, dessinée par Wood et Riccardo Burchielli (en) (le premier comic book de l'artiste italien aux États-Unis). Le premier épisode fut publié le 9 novembre 2005 aux États-Unis ; la série s'est terminée avec la publication du no 72 en février 2012. Le premier recueil traduit est sorti en France le 10 mai 2007, édité par Panini Comics. Panini a ensuite perdu les droits de publication des séries DC Comics au profit de Dargaud, qui a repris l'édition française de DMZ via sa filiale Urban Comics. Urban a conclu la publication de DMZ en version française avec le tome 13 en mai 2013.
Une adaptation télévisée est diffusée en 2022.

## Histoire
Dans la ville de New York, dans un futur proche, une guerre civile entre les États-Unis d'Amérique et les États Libres fait rage. Les États Libres sont décrits dans le premier numéro comme étant principalement « le New Jersey et ses alentours », mais aucune autre information n'est donnée. La zone démilitarisée (DMZ) est située à Manhattan. Dans une interview, Brian Wood explique qu'à l'origine les citoyens du centre des États-Unis se sont rebellés contre les politiques de guerre préventive du gouvernement, ce qui a déclenché la seconde guerre civile américaine après la guerre de Sécession.
Manhattan est quasiment vide, il ne reste plus que 400 000 personnes sur l'île (par rapport au 1,5 million recensées en 2000), essentiellement des pauvres qui n'ont pas pu être évacués. Wood décrit l'île comme « un mélange de New York 1997, de Falloujah, et de La Nouvelle-Orléans après l’ouragan Katrina ».
Le héros est Matthew « Matty » Roth, un jeune photographe naïf de Long Island, qui entre dans la DMZ avec une équipe de journalistes. À peine arrivée, son équipe est tuée lors d'une confrontation avec les insurgés. Matty devient le seul journaliste dans la DMZ et il commence à chroniquer la détresse quotidienne des citoyens de Manhattan.

## Personnages
- Matthew Roth
- Zee Hernandez
- Kelly Connolly
- Wilson
- Amina
- Parco Delgado
- Decade Later

## Recueils
| no | Épisodes | Trade Paperback              | Sortie         | Album français                                | Sortie            | ISBN                     |
| -- | -------- | ---------------------------- | -------------- | --------------------------------------------- | ----------------- | ------------------------ |
| 1  | #1-5     | On The Ground                | juin 2006      | Sur le terrain                                | mai 2007          | (ISBN 978-2-8453-8981-6) |
| 2  | #6-12    | Body of a Journalist         | février 2007   | Le Corps d’un journaliste                     | janvier 2008      | (ISBN 978-2-8094-0179-0) |
| 3  | #13-17   | Public Works                 | septembre 2007 | Travaux publics                               | juillet 2008      | (ISBN 978-2-8094-0346-6) |
| 4  | #18-22   | Friendly Fire                | mars 2008      | Tirs amis                                     | février 2009      | (ISBN 978-2-8094-0569-9) |
| 5  | #23-28   | The Hidden War               | juillet 2008   | La Guerre cachée                              | juillet 2009      | (ISBN 978-2-8094-0783-9) |
| 6  | #29-34   | Blood in the Game            | février 2009   | Un jeu sanglant                               | janvier 2010      | (ISBN 978-2-8094-1096-9) |
| 7  | #35-41   | War Powers                   | septembre 2009 | Les Pouvoirs de la guerre                     | août 2010         | (ISBN 978-2-8094-1391-5) |
| 8  | #42-49   | Hearts and Minds             | juin 2010      | T.8 Notes de l’autre monde (#42-44 et 50)     | janvier 2011      | (ISBN 978-2-8094-1715-9) |
| 8  | #42-49   | Hearts and Minds             | juin 2010      | T.9 Cœurs et esprits (#45-49)                 | août 2011         | (ISBN 978-2-8094-2014-2) |
| 9  | #50-54   | M.I.A.                       | février 2011   | T.10 Porté disparu (#51-54)                   | mai 2012          | (ISBN 978-2-3657-7030-9) |
| 10 | #55-59   | Collective Punishment        | mai 2011       | T.11 Châtiment collectif (#55-59)             | 14 septembre 2012 | (ISBN 978-2-3657-7068-2) |
| 11 | #60-66   | Free States Rising           | avril 2012     | T.12 Le soulèvement des états libres (#60-66) | 23 janvier 2013   | (ISBN 978-2-3657-7182-5) |
| 12 | #67-72   | The Five Nations of New York | juin 2012      | T.13 Les Cinq Nations de New-York (#67-72)    | 24 mai 2013       | (ISBN 978-2-3657-7220-4) |

## Éditeurs
- DC Comics (label Vertigo) : version originale
- Panini Comics (collection « 100% Vertigo ») : tomes 1 à 9 (première édition des tomes 1 à 9)
- Urban Comics (collection « Vertigo Classiques ») : tomes 1 à 6 et 10 à 12 (première édition à partir du tome 10)

## Adaptation
HBO adapte les comics en mini-série, diffusée en 2022.